# Mühlhausen (Turíngia)
Mühlhausen é uma cidade da Alemanha localizada no distrito de Unstrut-Hainich, estado da Turíngia.